# Copa Juan Pinto Durán 1975
La Copa Juan Pinto Durán de 1975 fue la cuarta edición de este torneo. Esta versión del torneo se disputó en las ciudades de Montevideo, Uruguay y de Santiago, Chile, en partidos de ida y vuelta los días 4 de junio y 25 de junio.
En esta ocasión la selección de Uruguay se adjudicó por segunda vez el torneo, después del campeonato obtenido en 1963.

## Partidos
| 4 de junio de 1975 | Uruguay            | 1:0 (0:0) | Chile | Estadio Centenario, Montevideo       |                                      |
|                    | Lorenzo Unanue 65' | Reporte   |       | Árbitro(s): José Luis Martínez Bazán | Árbitro(s): José Luis Martínez Bazán |

| 25 de junio de 1975                                                           | Chile            | 1:3 (1:2) | Uruguay                                                               | Estadio Santa Laura, Santiago de Chile                            |                                                                   |
|                                                                               | Héctor Pinto 40' | Reporte   | Hebert Revetria 32' · Carlos Peruena 45' · Rolando García Jiménez 77' | Asistencia: 16.473 espectadores Árbitro(s): Víctor Sergio Vásquez | Asistencia: 16.473 espectadores Árbitro(s): Víctor Sergio Vásquez |
| Tras la expulsión de 19 jugadores, el partido fue suspendido en el minuto 79. |                  |           |                                                                       |                                                                   |                                                                   |

## Tabla
| Selección | Pts. | PJ | PG | PE | PP | GF | GC | Dif. |
| --------- | ---- | -- | -- | -- | -- | -- | -- | ---- |
| Uruguay   | 4    | 2  | 2  | 0  | 0  | 4  | 1  | +3   |
| Chile     | 0    | 2  | 0  | 0  | 2  | 1  | 4  | -3   |

| Bandera de Uruguay         |
| Campeón Uruguay 2do título |